# Ray Davis (giocatore di football americano)
Re'Mahn Walter Zhamar Jamar Davis (San Francisco, 11 novembre 1999) è un giocatore di football americano statunitense che milita nel ruolo di running back per i Buffalo Bills della National Football League (NFL).

## Carriera universitaria
Davis iniziò a giocare nel college football con i Temple Owls nel 2019, correndo 936 yard e 8 touchdown, venendo premiato come Freshman All-American da Pro Football Focus (PFF). L'anno successivo corse 323 yard in quattro partite prima di optare per cambiare istituto.
Davis alla fine scelse di giocare per i Vanderbilt Commodores. Nel 2021 ebbe 211 yard corse e un touchdown nelle prime tre partite prima di saltare il resto della stagione per infortunio. Nel 2022 corse 1.042 yard e 5 touchdown, venendo inserito nella quarta formazione ideale della Southeastern Conference (SEC) dopo avere avuto cinque gare da oltre 100 yard e fu anche semifinalista per il SEC Comeback Player of the Year Award.
Davis decise nuovamente di cambiare istituto nel 2023, passando ai Kentucky Wildcats. Nella prima partita con la nuova squadra corse 112 yard e segnò due touchdown. Contro I Florida Gators numero 22 del ranking corse 280 yard e segnò 4 touchdown. A fine anno fu inserito nella formazione ideale della SEC dopo avere corso 1.129 e segnato 20 touchdown totali.

## Carriera professionistica

### Buffalo Bills
Davis fu scelto nel corso del quarto giro (128º assoluto) del Draft NFL 2024 dai Buffalo Bills. Debuttò come professionista subentrando nella gara del primo turno vinta contro gli Arizona Cardinals correndo tre volte per 13 yard. La sua prima stagione si chiuse con 262 yard corse, 2 touchdown su corsa e uno su ricezione disputando tutte le 17 partite, nessuna delle quali come titolare.